# Christiaan Eijkman
Christiaan Eijkman (Nijkerk, 11 augustus 1858 – Utrecht, 5 november 1930) was een Nederlands arts, patholoog en Nobelprijswinnaar. Samen met zijn medewerker Gerrit Grijns toonde hij aan dat de ziekte beriberi wordt veroorzaakt door een onvolwaardige voeding. Deze ontdekking lag aan de basis van de ontdekking van vitamines. In 1929 werd aan Eijkman, samen met de Britse biochemicus Frederick Gowland Hopkins, hiervoor de Nobelprijs voor de Fysiologie of Geneeskunde toegekend.

## Biografie
Christiaan Eijkman was de zoon van de schoolmeester Christiaan Eijkman en Johanna Alida Pool. Hij doorliep de school van zijn vader en deed cursussen wiskunde en klassieke talen. Zo was hij in staat om in 1875 te worden toegelaten tot de artsenopleiding aan de Militaire Geneeskundige School van het  Athenaeum Illustre te Amsterdam. Hij promoveerde er in 1883 cum laude. Op 30 augustus 1883 trouwde hij met Aaltje Wigêri van Edema, en samen met zijn echtgenote vertrok hij naar Nederlands-Indië, waar hij officier van gezondheid werd in Semarang en later in Tjilatjap in het zuiden van Java, alsook in Padang Sidempoean in West-Sumatra. Hij liep er malaria op. In 1885 keerde hij wegens ziekte naar Nederland terug; zijn vrouw overleed op 8 januari 1886. Eijkman specialiseerde zich te Amsterdam onder Joseph Forster in bacteriologie en vervolgens te Berlijn onder Robert Koch. Daarna vertrok hij in een missie, die was samengesteld om beriberi te onderzoeken, weer naar Indië. Hij huwde op 21 juli 1888 met Bertha Julie Louise van der Kemp. Uit dit huwelijk werd 1 zoon geboren. In 1888 werd hij aangesteld als directeur van het laboratorium bij het militair hospitaal te Weltevreden (Batavia).
In 1898 keerde Eijkman naar Nederland terug; de Universiteit van Utrecht benoemde hem tot gewoon hoogleraar in de gezondheidsleer, de geneeskundige politie, en de gerechtelijke geneeskunde. Op 1 oktober 1898 aanvaardde hij zijn leerstoel met het uitspreken van de rede 'Over gezondheid en ziekte in heete gewesten'. Hij organiseerde er studies in tropische gezondheidszorg, tropische fysiologie en bacteriologie. Ook deed hij onderzoek naar bloedarmoede in de tropen, hondsdolheid, bacteriologische analyse van drinkwater en seizoensinvloed op de stofwisseling. In 1907 werd hij verkozen tot lid van de Koninklijke Nederlandse Akademie van Wetenschappen.
In 1913 sprak hij als rector magnificus van de Universiteit van Utrecht een rede uit met het motto "Simplex non veri sigillum" (eenvoud is niet het kenmerk van het ware), een antithese op het motto van Boerhaave "Simplex sigillum veri".
In 1929 werd aan hem en aan Frederick Hopkins de Nobelprijs voor de Fysiologie of Geneeskunde toegekend, omdat hun ontdekkingen hebben geleid tot de ontdekking van antineuritische vitamines. Hij werd enkele malen geridderd en naar aanleiding van zijn 25-jarig jubileum werd de Eijkman Medaille naar hem vernoemd.
Eijkman stierf in Utrecht op 5 november 1930, na een langdurig ziekbed.

## Zijn bijdrage aan de ontdekking van vitamine
In de jaren 80 van de 19e eeuw nam de ziekte beriberi endemische vormen aan in Nederlands Indië. Eijkman werd als medisch officier in het Koninklijk Nederlands-Indisch Leger uitgezonden naar Batavia op Java, waar het leger een Laboratorium voor Pathologische Anatomie en Bacteriologie ingericht had. In navolging van recente ontdekkingen van bacteriën als oorzaak van belangrijke ziekten (tuberculose, cholera) werd ook in het geval van beriberi aanvankelijk gezocht naar een bacterie die beriberi zou veroorzaken. Echter iedere poging om beriberi te verklaren als gevolg van een bacteriële ziekteverwekker liep stuk.
Eijkman voerde, samen met Gerrit Grijns, in Nederlands-Indië een zeker voor die tijd goed opgezette serie experimenten uit, waarin ze ontdekten dat de symptomen van beriberi bij kippen kunnen worden opgewekt door ze witte rijst te geven en dat dit voorkomen en genezen kan worden door ze er de zemelen bij te geven. Eijkman schrijft dat toe aan een vermeend zenuwgif in het endosperm van rijst, waartegen een factor in de rijstzemelen zou beschermen. Hij noemde deze factor de "anti-beriberifactor". Eijkman publiceerde deze conclusie in 1897.
Echter, zijn collega en opvolger Gerrit Grijns begon te vermoeden dat juist het ontbreken van een bepaald ingrediënt tot de ziekte leidde. Hij besprak dit idee van een (in de woorden van Grijns) "partiële honger" en een "ontbrekende stof" met Eijkman die moeite had de ideeën van Grijns te accepteren. Tot 1916 bleef Eijkman zich verzetten tegen het idee dat het bij beriberi alleen om een tekort aan een bepaalde voedingsstof ging. Hij bleef rekening houden met de mogelijkheid van een bacteriële oorzaak van beriberi. Hij raakte zelf pas geheel overtuigd van het stoffelijke karakter van vitaminen toen in 1926 Willem Frederik Donath en Barend Coenraad Petrus Jansen erin slaagden thiamine (vitamine B1) te isoleren.